# Franciszek Doleżal
 (novembre 2021).
Pour les articles homonymes, voir Dolezal.
Franciszek Doleżal, né le 23 mars 1880 à Varsovie où il est mort le 29 janvier 1947, est un économiste polonais, vice-ministre de l'industrie et du commerce.

## Biographie
Pour son activité au sein du PPS, il s'exile en Russie en 1906, puis en France et en Belgique. Il obtient son doctorat en économie à Bruxelles. Il est professeur à l'École des hautes études commerciales de Varsovie entre 1916 et 1918, chef de département adjoint au ministère des Affaires étrangères entre 1918 et 1919, membre de la délégation polonaise à la Conférence de la paix de Paris en 1919, puis reste conseiller commercial à l'ambassade de Paris jusqu'en 1925. Entre 1925 et 1936, il est ministre adjoint de l'Industrie et du Commerce au rang de sous-secrétaire d'État, et à partir de 1927, il est membre du Comité économique de la Société des Nations, en 1933 il y occupe le poste de vice-président, et en 1934 - président. Il est un activiste de la Ligue maritime et coloniale,,,.

### Famille
Il est le mari de la poète, Maria née Grąbczewska, et le père de la traductrice Irena Doleżal-Nowicka,.

## Distinctions
En 1929, il reçoit le Grand Ruban letton de l'Ordre des Trois Étoiles et la Croix de Commandeur suédoise de première classe de l'Ordre royal de l'Étoile polaire, et en 1934, il reçoit la Croix de Commandeur estonienne avec l'étoile de l'Ordre de la Croix de l'Aigle.